# Picot negre esplèndid
El picot negre esplèndid (Campephilus splendens) és una espècie d'ocell de la família dels pícids. Habita la selva humida i clars de les terres baixes fins als 1100 m, a Panamà, nord-oest de Colòmbia i oest de l'Equador. Ha estat considerat una subespècie de Campephilus haematogaster però avui són considerats espècies diferents.